# 2012年歐洲青少年歌唱大賽
2012年歐洲青少年歌唱大賽是第十屆年度舉行的歐洲青少年歌唱大賽。本屆大賽由歐洲廣播聯盟（EBU）和廣播電視總協會（AVRO）於2012年12月1日在荷蘭阿姆斯特丹的海尼根音樂廳中舉行。這是荷蘭第二次主辦大賽，前一次是在2007年的鹿特丹。本屆大賽一共有12國參賽，是自開始舉辦以來參賽國數量最少的大賽，之後的2013年和2020年的大賽也是只有12個參賽國。成人版大賽中除草創時期外參賽國數量最少的大賽是同樣在阿姆斯特丹舉行的1970年歐洲歌唱大賽，參賽國也是只有12個。
本屆大賽最終由10歲的安娜斯塔西婭·佩特利克和她的歌曲〈天空〉為烏克蘭贏下冠軍，並同時刷新了大賽最大得分佔比（16.71%，目前尚未被打破）和最大冠亞軍得分差（35分，後被打破）的紀錄，這兩項紀錄先前都是由2004年西班牙的瑪麗亞·伊莎貝爾保持的。

## 舉辦地點

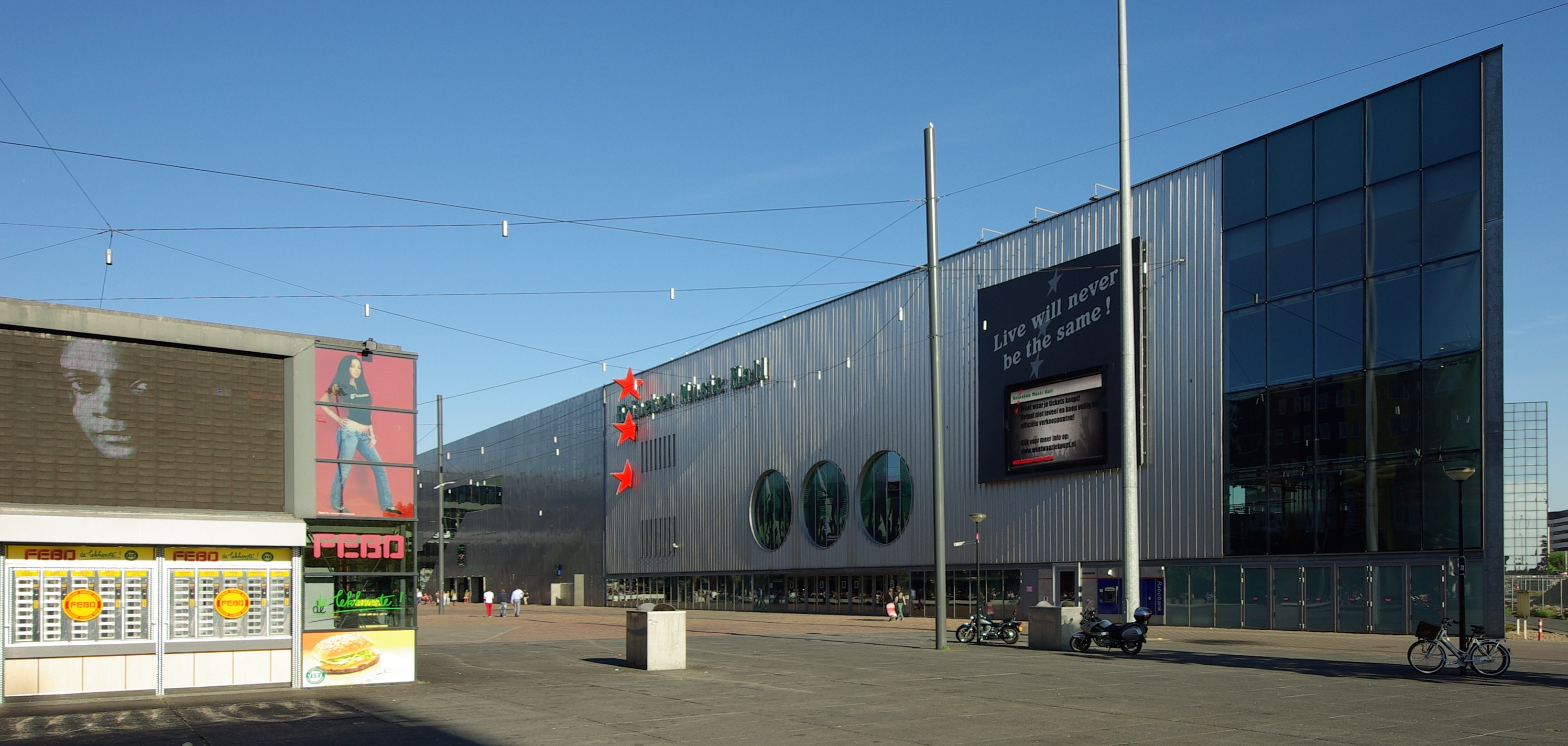
海尼根音樂廳是本屆大賽的舉辦場地。

2011年10月11日，EBU宣布2012年歐洲青少年歌唱大賽的主辦權由荷蘭的AVRO贏得。2012年2月27日，大賽官方宣布大賽將於12月1日在阿姆斯特丹的海尼根音樂廳舉行。
海尼根音樂廳是特別設計來進行流行音樂表演的場館，如瑪丹娜、凯莉·米洛等藝人都曾在其中舉辦過演唱會。除此以外，海尼根音樂廳是荷蘭娛樂公司Q-dance的系列活動《X-Qlusive》每年的固定舉辦場地。海尼根音樂廳的大廳（也稱為「黑盒子」）用來舉辦演唱會，面積約3000平方公尺，可容納5500名觀眾。另一個約可容納700人的小廳可被作為慶功宴用。

## 製作與賽制

### 主持人

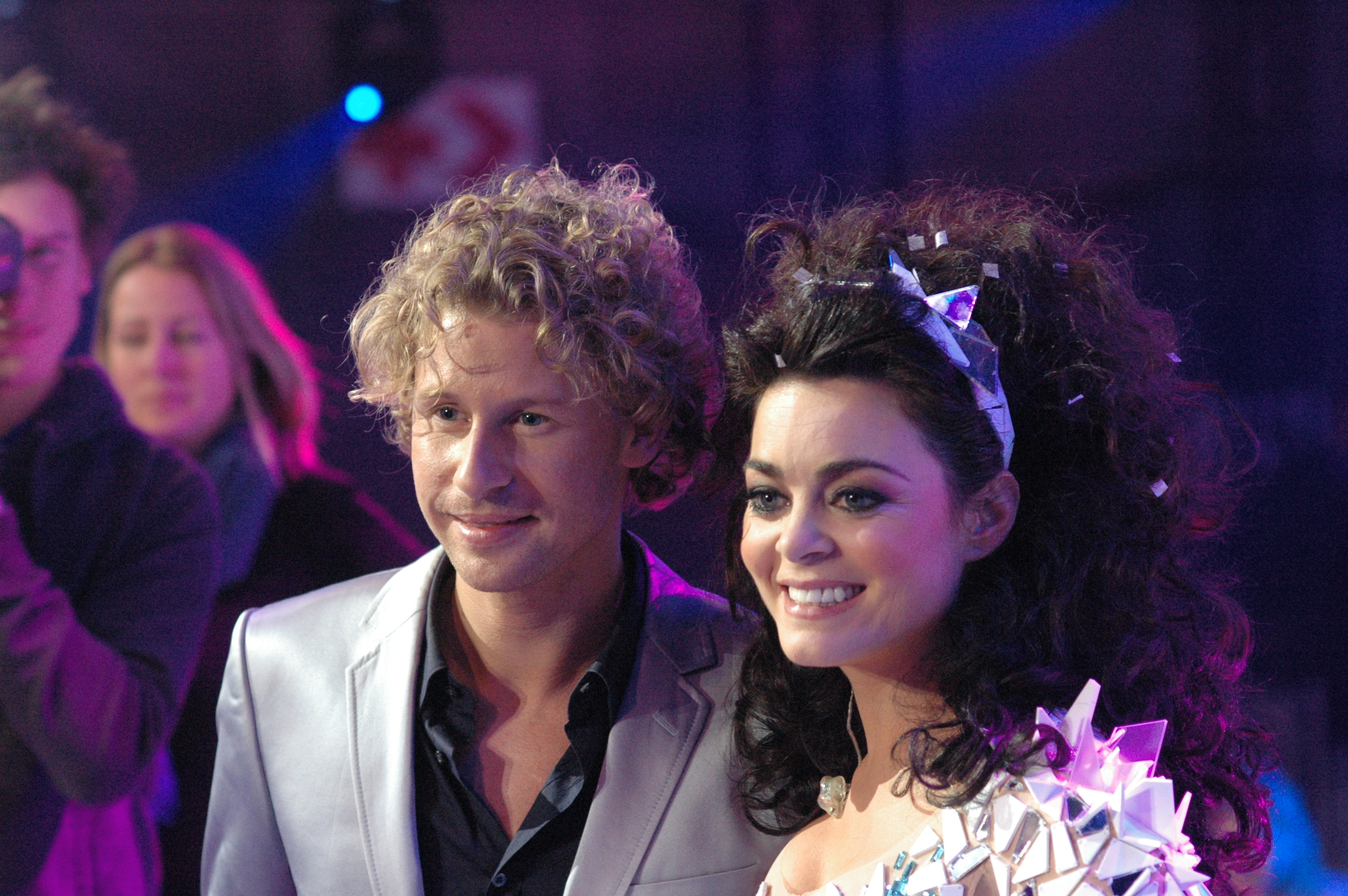
埃沃特·金曼斯（左）和金-蓮·范德梅（右）是本屆大賽的主持人

2012年1月26日，大賽官方宣布主持人將由埃沃特·金曼斯和金-蓮·范德梅擔任。范德梅在2007年的時候就已擔任過一次歐洲青少年歌唱大賽的主持人，金曼斯則是已擔任過兩屆荷蘭歐洲青少年歌唱大賽國家選拔賽的主持人。

### 設計概念和Logo
2012年9月6日，大賽官方宣布本屆大賽的口號是「破冰」（Break the Ice），該口號體現在大賽Logo和冠軍獎盃的設計，以及「明信片」影片的呈現。大賽的門票於2012年9月10日開賣。

### 規則變更
2012年10月25日，大賽官方宣布將在本屆大賽正式加入「兒童評審團」（Kids' Jury）進入投票規則：兒童評審團由各參賽國派出的10至15歲的藝人、童星們組成，其中也可包括過去的參賽者（只要還在年齡範圍內）。他們也會評選出他們的前十名歌曲，並從名次低到高將分別給予1–8分、10分和12分，其給分的重量與各國的給分相同。
其餘規則與前一年相同：所有國家都使用觀眾投票和評審團評分的加總來決定自己的前十名歌曲，並照歐洲歌唱大賽系列賽事慣例，各國會給他們選出的第一名歌曲12分、第二名歌曲10分、第三名到第十名歌曲8分到1分。各國的給分都由各國的唱票員發表。所有參賽者在一開始都先收到來自大賽官方給予的12分。觀眾到最後一首歌表演結束後便可進行投票，直到幕間式由主持人宣布投票結束為止。

### 開幕式與幕間式表演
在本屆大賽中，官方與荷蘭慈善機構兒童權利基金會合作，官方創作了慈善歌曲〈We Can Be Heroes〉，由本屆大賽的全體參賽選手錄製。該歌曲的銷售額和所有由觀眾投票得來的通話費利潤都會捐給該基金會。
在大賽開始前，官方播放了由過去九屆冠軍們的表演及得獎片段、以及本屆參賽者們的彩排影像剪輯而成的倒數計時影片。本屆大賽的開幕式由荷蘭前一年的參賽代表瑞秋·特雷茨演唱的〈沉醉其中〉，該歌曲為當年歐洲歌唱大賽的獲勝歌曲，原唱者為瑞典代表羅琳。
幕間式有本屆大賽的全體參賽選手上台合唱〈We Can Be Heroes〉。在投票完的計票空檔期間，先是由2009年的大賽冠軍、荷蘭代表拉爾夫·麥肯巴赫演唱他的新歌〈This Is Our Party〉，麥肯巴赫表演完後也為兒童評審團公布了給分。最後再公布所有給分之前，主持人之一的范德梅上台演唱了本屆大賽的官方主題曲〈Break the Ice〉。

## 參賽國家

參加本屆大賽的國家標記為綠色，之前參賽過但沒參加本屆大賽的國家標記為黃色。

2012年9月1日，EBU宣布將有12個國家參加即將舉行的大賽。這是阿爾巴尼亞、亞塞拜然和以色列的首次參賽，而保加利亞、拉脫維亞、立陶宛和F. Y. R. 馬其頓選擇撤賽。

### 重返賽場選手
這是第二次有前選手重返賽場的情況，更是第一次有選手代表過不同國家的情況：前一年代表摩爾多瓦參賽的選手列麗卡以歌曲〈不、不〉（No, No）排名第六名，為摩爾多瓦至今最好的成績。而在本屆大賽中列麗卡代表俄羅斯以歌曲〈轟動〉（Sensation）出賽，最終排名殿軍。

### 參賽者和結果
以下參賽歌手/團體以及歌曲的中文名稱皆非官方中譯。
| 順序 | 國家       | 參賽歌手                                                   | 歌曲                                               | 語言             | 得分 | 排名 |
| ---- | ---------- | ---------------------------------------------------------- | -------------------------------------------------- | ---------------- | ---- | ---- |
| 1    | 白俄羅斯   | 伊霍爾·哲什科 Egor Zheshko / Ягор Жэшка                    | 〈大海呀大海〉 〈〉()                              | 俄语             | 56   | 9    |
| 2    | 瑞典       | 洛娃·索納博 Lova Sönnerbo                                  | 〈我的勇氣〉 〈〉                                  | 瑞典語           | 70   | 6    |
| 3    | 亞塞拜然   | 奧馬爾和蘇阿達 Omar & Suada / Ömər & Suada                 | 〈女孩和男孩（世界是你的）〉 〈Girls and Boys (‎)〉 | 亞塞拜然語、英語 | 49   | 11   |
| 4    | 比利時     | 法比安 Fabian                                              | 〈阿布拉卡達布拉〉 〈Abracadabra〉                 | 荷蘭語           | 72   | 5    |
| 5    | 俄羅斯     | 列麗卡 Lerika / Лерика                                     | 〈轟動〉 〈Sensation〉                             | 俄語、英語       | 88   | 4    |
| 6    | 以色列     | Kids.il                                                    | 〈讓音樂贏吧〉 〈Let the Music Win〉               | 希伯来语         | 68   | 8    |
| 7    | 阿爾巴尼亞 | 伊格琪多拉·蓋塔 Igzidora Gjeta                             | 〈我有一首只為你準備的歌〉 〈〉                    | 阿尔巴尼亚语     | 35   | 12   |
| 8    | 亞美尼亞   | 指南針樂團 Compass Band                                    | 〈甜心寶貝〉 〈Sweetie Baby〉                      | 亚美尼亚语、英語 | 98   | 3    |
| 9    | 烏克蘭     | 安娜斯塔西婭·佩特利克 Anastasiya Petryk / Анастасія Петрик | 〈天空〉 〈〉()                                    | 乌克兰语、英語   | 138  | 1    |
| 10   | 喬治亞     | The Funkids                                                | 〈時髦檸檬汁〉 〈Funky Lemonade〉                  | 喬治亞語、英語   | 103  | 2    |
| 11   | 摩爾多瓦   | 丹尼斯·米多內 Denis Midone                                 | 〈一切都會〉 〈〉                                  | 羅馬尼亞語、英語 | 52   | 10   |
| 12   | 荷蘭       | 芳姬 Femke                                                 | 〈滴答滴〉 〈Tik Tak Tik〉                         | 荷蘭語           | 69   | 7    |

## 得分板
各國均使用評審團給分與觀眾投票各半系統來決定他們的前十名歌曲，並從名次低到高將分別給予1–8分、10分和12分。由於技術問題，喬治亞留到最後再宣讀給分。
|        |            | 總分 | 大賽官方 | 兒童評審團 | 白俄羅斯 | 瑞典 | 亞塞拜然 | 比利時 | 俄羅斯 | 以色列 | 阿爾巴尼亞 | 亞美尼亞 | 烏克蘭 | 摩爾多瓦 | 荷蘭 | 喬治亞 |
| ------ | ---------- | ---- | -------- | ---------- | -------- | ---- | -------- | ------ | ------ | ------ | ---------- | -------- | ------ | -------- | ---- | ------ |
| 參賽國 | 白俄羅斯   | 56   | 12       | 1          |          | 1    | 7        | 2      | 4      | 1      | 2          | 7        | 10     | 2        |      | 7      |
| 參賽國 | 瑞典       | 70   | 12       | 6          | 7        |      | 1        | 5      | 5      | 7      | 12         | 2        | 2      | 7        | 4    |        |
| 參賽國 | 亞塞拜然   | 49   | 12       | 2          | 2        | 3    |          | 1      | 3      |        | 10         |          | 5      |          | 3    | 8      |
| 參賽國 | 比利時     | 72   | 12       | 3          | 3        | 7    | 3        |        | 7      | 6      | 7          | 5        | 1      | 6        | 8    | 4      |
| 參賽國 | 俄羅斯     | 88   | 12       | 8          | 10       | 8    | 2        | 8      |        | 4      |            | 8        | 6      | 10       | 6    | 6      |
| 參賽國 | 以色列     | 68   | 12       | 4          | 5        | 4    | 5        | 4      | 8      |        | 1          | 6        | 8      | 1        | 7    | 3      |
| 參賽國 | 阿爾巴尼亞 | 35   | 12       |            |          |      | 12       |        |        | 3      |            | 1        |        | 4        | 2    | 1      |
| 參賽國 | 亞美尼亞   | 98   | 12       | 5          | 8        | 6    |          | 7      | 10     | 10     | 3          |          | 12     | 3        | 10   | 12     |
| 參賽國 | 烏克蘭     | 138  | 12       | 10         | 12       | 12   | 4        | 12     | 12     | 12     | 6          | 12       |        | 12       | 12   | 10     |
| 參賽國 | 喬治亞     | 103  | 12       | 12         | 6        | 10   | 8        | 6      | 6      | 8      | 5          | 10       | 7      | 8        | 5    |        |
| 參賽國 | 摩爾多瓦   | 52   | 12       |            | 4        | 2    | 10       | 3      | 2      | 5      | 4          | 3        | 4      |          | 1    | 2      |
| 參賽國 | 荷蘭       | 69   | 12       | 7          | 1        | 5    | 6        | 10     | 1      | 2      | 8          | 4        | 3      | 5        |      | 5      |

### 12分
下列為各國除了大賽官方以外得到他國投票的12分整理，大賽官方在一開始都給所有參賽國12分來避免拿0分的情況：
| 次數 | 得分國     | 給出12分的國家                                                          |
| ---- | ---------- | ----------------------------------------------------------------------- |
| 8    | 烏克蘭     | 亞美尼亞、 白俄羅斯、 比利時、 以色列、 摩爾多瓦、 荷蘭、 俄羅斯、 瑞典 |
| 2    | 亞美尼亞   | 喬治亞、 烏克蘭                                                         |
| 1    | 阿爾巴尼亞 | 亞塞拜然                                                                |
| 1    | 喬治亞     | 兒童評審團                                                              |
| 1    | 瑞典       | 阿爾巴尼亞                                                              |

## 其他國家
要讓一個國家有資格參加歐洲青少年歌唱大賽，該國就必須要有廣播公司是EBU的正式會員。以下是有EBU正式會員的國家以及他們不參賽的理由：
- 保加利亞 – 2012年6月11日，保加利亞國家電視台（BNT）宣布他們不會參加2012年大賽。[16]保加利亞上次參賽是在2011年的時候，並會在2014年回歸參賽。
- 賽普勒斯 – 賽普勒斯廣播公司（CyBC）在巴庫接受歐洲歌唱大賽粉絲網站esckaz.com採訪時表示他們不會參加2012年大賽。[17]賽普勒斯上次參賽是在2009年的時候，並會在2014年回歸參賽。
- 芬蘭 – 2012年6月中旬，芬兰广播公司（Yle）向esckaz.com確認芬蘭不會在2012年大賽中首次亮相。然而他們對未來是否參與持開放態度。[18]
- 義大利 – 2011年7月，EBU確認義大利廣播電視公司（RAI）有意要在2011年大賽上首度參賽，但最後因談判的延遲導致義大利沒能參加到2011年和2012年的大賽。義大利最終會在2014年首次參賽。[19]
- 拉脫維亞 – 2012年6月27日，拉脫維亞電視台（LTV）向esckaz.com確認他們不會參加2012年大賽，退賽的原因不明。[20]拉脫維亞上次參賽是在2011年的時候。
- 立陶宛 – 2012年6月27日，立陶宛國家廣播電視台（LRT）向esckaz.com確認他們不會參加2012年大賽，退賽的原因是因為為了要轉播當年的歐洲國家盃和夏季奧林匹克運動會導致他們沒有多餘的經費參加大賽。[20]立陶宛上次參賽是在2011年的時候。
- F. Y. R. 馬其頓 – 2012年7月13日，馬其頓廣播電視台（MKRTV）向esckaz.com確認他們不會參加2012年大賽，退賽的原因是因為投票規則和系統的改變以及經費不足。[8]F. Y. R. 馬其頓上次參賽是在上一年的時候，並會在下一年回歸參賽。
- 挪威 – 2012年6月上旬，挪威廣播公司（NRK）表示他們不會回歸參賽，原因是因為他們依舊反對EBU在2006年開放專業歌手參加的規則更動。[16]挪威上次參賽是在2005年的時候。
- 葡萄牙 – 2012年6月上旬，葡萄牙廣播電視台（RTP）曾與EBU接洽參加2012年大賽的事宜，但最終因為財政困難而作罷。葡萄牙上次參賽是在2007年的時候，並會在2017年回歸參賽。[21]
- 聖馬利諾 – 聖馬利諾廣播電視公司（SMRTV）原本要在2011年首次參賽，但最終因為找不到合適的參賽人選而決定撤賽，[22]並集中資源在2012年歐洲歌唱大賽上。SMRTV在2012年8月22日宣布他們不會參加2012年大賽。[23]聖馬利諾會在下一年首度參賽。
- 塞爾維亞 – 當塞爾維亞撤出2011年的大賽時，塞爾維亞代表團團長德拉戈柳布·伊利奇（Dragoljub Ilić）表示出於經濟原因，塞爾維亞得休賽一年，並希望能夠在下一年回歸並「不讓塞爾維亞的孩子們失望」。然而塞爾維亞並沒有參加2012年的大賽。[24]塞爾維亞上次參賽是在2010年的時候，並會在2014年回歸參賽。
- 西班牙 – esckaz.com曾向西班牙电视台（TVE）詢問他們是否有參加未來大賽的計畫，但TVE無法對此做出肯定或否定的回應。[25]西班牙上次參賽是在2006年的時候，並會在2019年回歸參賽。

## 轉播
| 國家       | 廣播公司    | 評論員                                            | 參考資料 |
| ---------- | ----------- | ------------------------------------------------- | -------- |
| 阿尔巴尼亚 | RTVSH       | 安德里·查胡                                       |          |
| 亞美尼亞   | Armenia 1   | 高哈爾·加斯帕良                                   |          |
|            | Ictimai TV  | 康努爾·阿里夫基茲（Konul Arifkizi）               |          |
| 白俄羅斯   | Belarus 1   | 帕維爾·洛佐維克（Pavel Lozovik）                  |          |
| 比利时     | Eén         | 愛斯特麗德·德米爾（Astrid Demeure）和湯姆·德·科克 |          |
|            | GPB         | 提莫·克維爾克維利亞（Temo Kvirkvelia）            |          |
| 以色列     | IBA         | 無評論員                                          |          |
| 摩尔多瓦   | TRM         | 魯薩琳娜·魯蘇（Rusalina Rusu）                    |          |
| 荷蘭       | Nederland 1 | 馬塞爾·奎爾（Marcel Kuijer）                      |          |
| 俄羅斯     | Russia-1    | 奧爾嘉·謝列斯特                                   |          |
| 瑞典       | SVT2        | 愛德華·奧夫席倫和伊爾瓦·海倫（Ylva Hällen）       |          |
| 乌克兰     | NTU         | 蒂穆爾·米羅什尼琴科                               |          |

## 官方專輯
《Junior Eurovision Song Contest Amsterdam 2012》是由EBU統籌、由环球音乐集团於2012年11月發行的大賽官方合輯。此合輯收錄本屆12國的參賽歌曲和其伴唱版本。

## 註記和參考資料

### 註記
1. ↑  包含數句英語、俄語和法語歌詞。

## 外部連結
- 官方网站